# Francisco Enage
Francisco Enage (Tacloban, 4 oktober 1878 - 1958) was een Filipijns politicus.

## Biografie
Francisco Enage werd geboren op 4 oktober 1878 in Tacloban in de Filipijnse provincie Leyte. Hij was een zoon van Emeterio Enage en Cleofe Abella. Hij diende tijdens de Filipijnse revolutie als luitenant in het revolutionaire leger. Nadat de Amerikanen de Filipijnen de oorlog gewonnen hadden voltooide hij zijn studie rechten en werd hij op 17 april 1903 toegelaten tot de Filipijnse balie. Nadien bekleedde Enage diverse posten binnen de overheid. Hij was raadslid van Tacloban en later gouverneur van de provincie Leyte.
Bij de verkiezingen van 1912 werd Enage namens het 4e kiesdistrict van Leyte gekozen in het Filipijns Huis van Afgevaardigden. Hij was in deze periode enige tijd Floor Leader van het Huis. In 1915 nam hij ontslag, waarna Ruperto Kapunan bij speciale verkiezingen werd gekozen voor het restant van zijn termijn. Bij de verkiezingen van 1919 werd Enage namens het 9e Senaatsdistrict voor een termijn van zes jaar gekozen in de Senaat van de Filipijnen. In de Senaat was Enage de Majority Leader (leider van de meerderheidspartij en gedurende twee periodes de Senaatspresident pro-tempore (plaatsvervangend president van de Filipijnse Senaat). 
Nadien was Enage aanklager (fiscal) van Iloilo en rechter bij een Court of First Instance. In 1935 werd hij gekozen in de nieuwe eenkamerige Nationale Assemblee van de Filipijnen. Nadat er een impasse ontstond bij de verkiezingen voor het voorzitterschap van de Assemblee, waarvoor hij een van de kandidaten was, deed hij echter in 1936 afstand van zijn zetel voor een positie al technisch adviseur van de Filipijnse president, Manuel Quezon. Van 1945 tot 1949 was Enage commissaris van de Filipijnse kiescommissie COMELEC.
Enage overleed in 1958.